# Sylvia Schenk

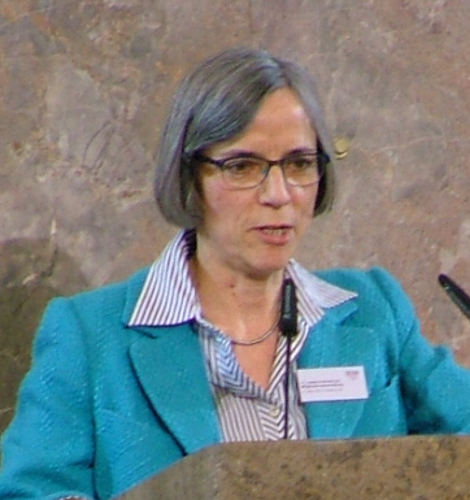
Sylvia Schenk auf der Mitgliederversammlung des DOSB am 21. März 2015 in der Frankfurter Paulskirche

Sylvia Schenk (* 1. Juni 1952 in Rotenburg an der Wümme) ist eine deutsche Juristin und ehemalige Leichtathletin. Sie war in den 1970er-Jahren im 800-Meter-Lauf erfolgreich. Am 31. Juli 1971 war sie in Lübeck an einem Weltrekord im 4-mal-800-Meter-Staffellauf beteiligt (8:16,8 min: Ellen Tittel, Sylvia Schenk, Christa Merten, Hildegard Falck). In den Jahren 2001 bis 2004 war Schenk Präsidentin des Radsportverbandes Bund Deutscher Radfahrer (BDR).
Sylvia Schenk gehörte zunächst dem Sportverein ESV Jahn Treysa an, später Eintracht Frankfurt. Bei den Junioren-Europameisterschaften 1970 gewann sie die Silbermedaille (2:05,2 min). Deutsche Meisterin der Bundesrepublik wurde sie im Jahr 1972 im 800-Meter-Lauf (2:03,3 min) und 1974 im Kurzstrecken-Crosslauf. Sie startete bei den Olympischen Spielen 1972 (Platz 10) sowie den Leichtathletik-Europameisterschaften 1971 und 1974 im 800-Meter-Lauf, ohne die Endläufe zu erreichen.
Schenk ist Mitglied der SPD. Sie war als Richterin am Arbeitsgericht tätig und wurde nach dem rot-grünen Wahlerfolg bei den hessischen Kommunalwahlen 1989 zur hauptamtlichen Stadträtin (Dezernentin) in Frankfurt am Main gewählt. Im Jahr 1995 wurde sie im Amt bestätigt. Ihre Zeit im Frankfurter Magistrat endete nach der Kommunalwahl 2001. Ihre Zuständigkeiten wechselten mehrfach, unter anderem hatte sie die Ressorts Sport, Recht, Frauen und Wohnen inne.
In den Jahren 2001 bis 2004 war sie Präsidentin des Radsportverbandes Bund Deutscher Radfahrer. Sie trat nach Kontroversen mit dem Sportdirektor des BDR, Burckhard Bremer, zurück, weil sie sich mit einem transparenteren Kurs im Leistungsradsport nicht durchsetzen konnte. Auslöser der Entwicklung war der Fall des Fahrers Christian Lademann, bei dem vor den Olympischen Sommerspielen in Athen auffällige Blutwerte vorlagen, was Bremer jedoch der Präsidentin des Verbandes nicht mitgeteilt hatte. Auf der Ebene des Weltradsportverbandes UCI kritisierte sie öffentlich, dass z. B. der spätere Präsident Pat McQuaid schon vor seiner Wahl von der UCI Geld erhalten habe. Sie berichtete von einem Ausspruch des UCI-Präsidenten Hein Verbruggen: „It's a men's world, and you're a woman, so you have to adapt.“ (engl. = Es ist eine Welt der Männer und Sie sind eine Frau, also müssen Sie sich anpassen.) 2013 bewarb sie sich erneut als Präsidentin des BDR. Als ihre Hauptziele gab sie neben dem Kampf gegen Doping die Verbesserung der Kommunikation innerhalb des Verbandes an. Bei der Wahl am 23. März 2013 unterlag sie mit 156 zu 411 Stimmen (bei 26 Enthaltungen oder ungültigen Stimmen) ihrem Gegenkandidaten, dem bisherigen Präsidenten Rudolf Scharping.
In den Jahren 2006 bis Juni 2013 war Schenk Mitglied des Vorstands von Transparency International Deutschland, von 2007 bis 2010 als Vorsitzende. Seit Januar 2014 leitet sie die „Arbeitsgruppe Sport“ dieser Organisation.
Sie ist mit dem ehemaligen 800-Meter-Läufer Franz-Josef Kemper verheiratet, das Paar hat eine Tochter.
Im Jahr 2018 wurde Schenk mit dem Bundesverdienstkreuz am Bande ausgezeichnet.